# Canales chilotes

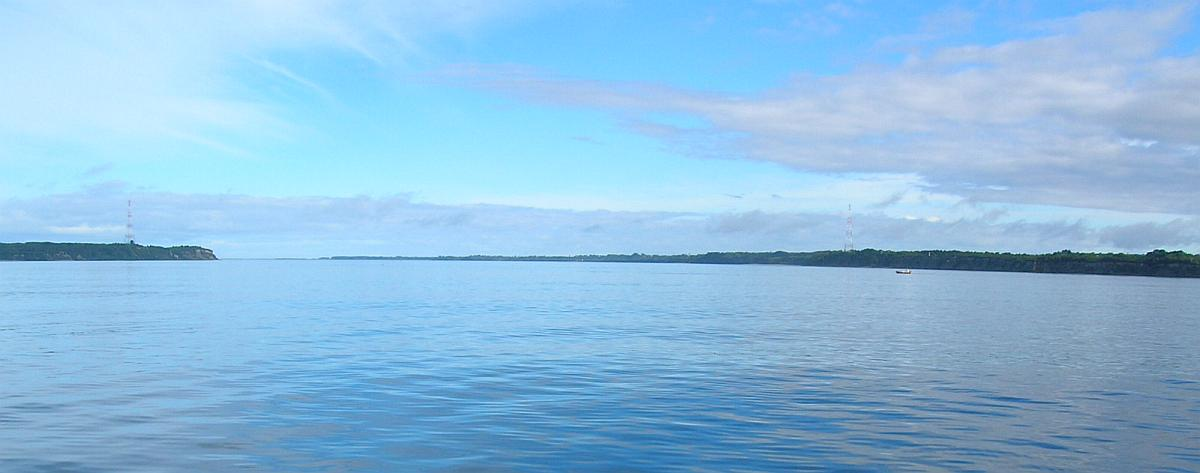
Canal Chacao con la isla Grande de Chiloé a la izquierda y el continente a la derecha.

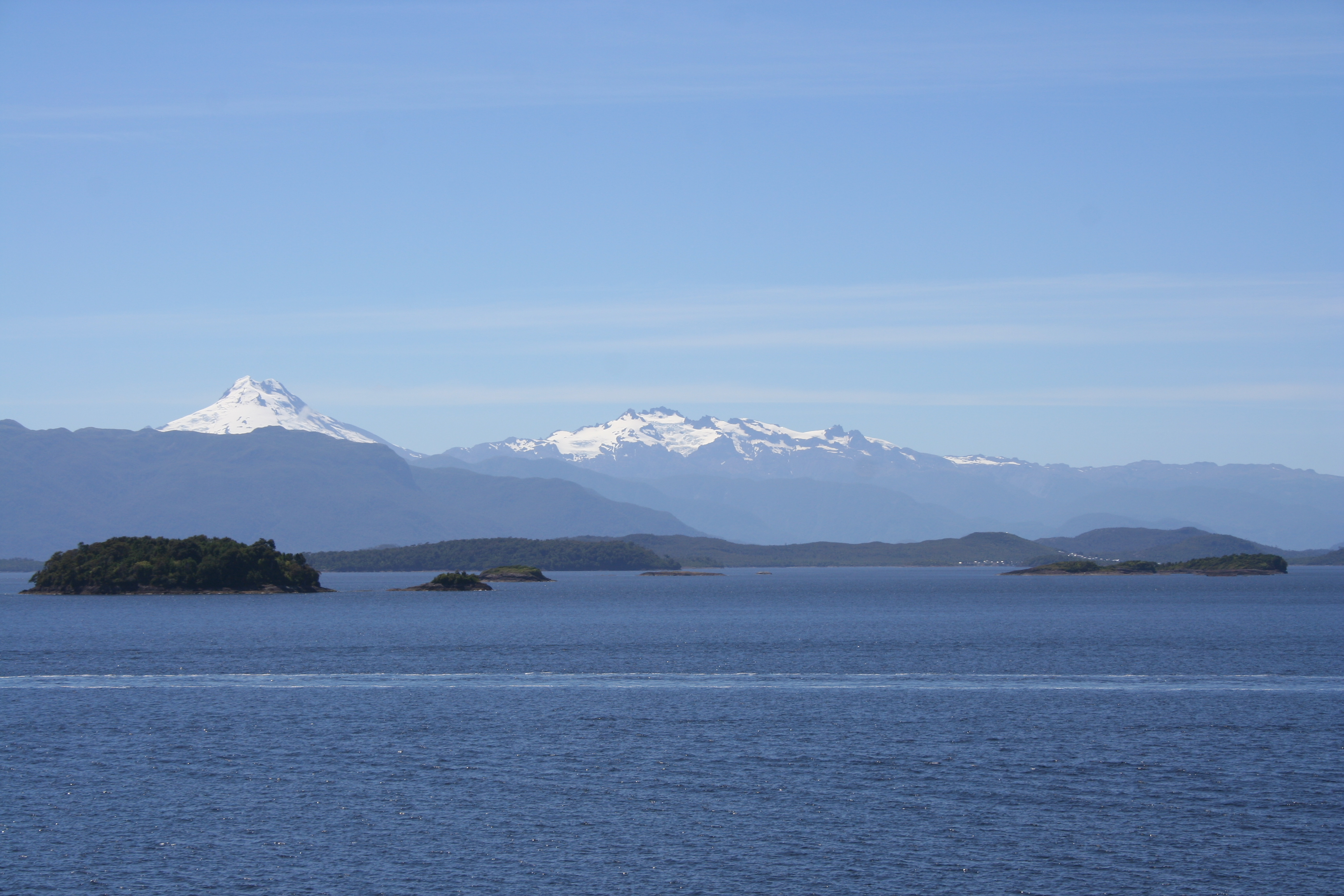
Canal Moraleda con el volcán Macá en la distancia

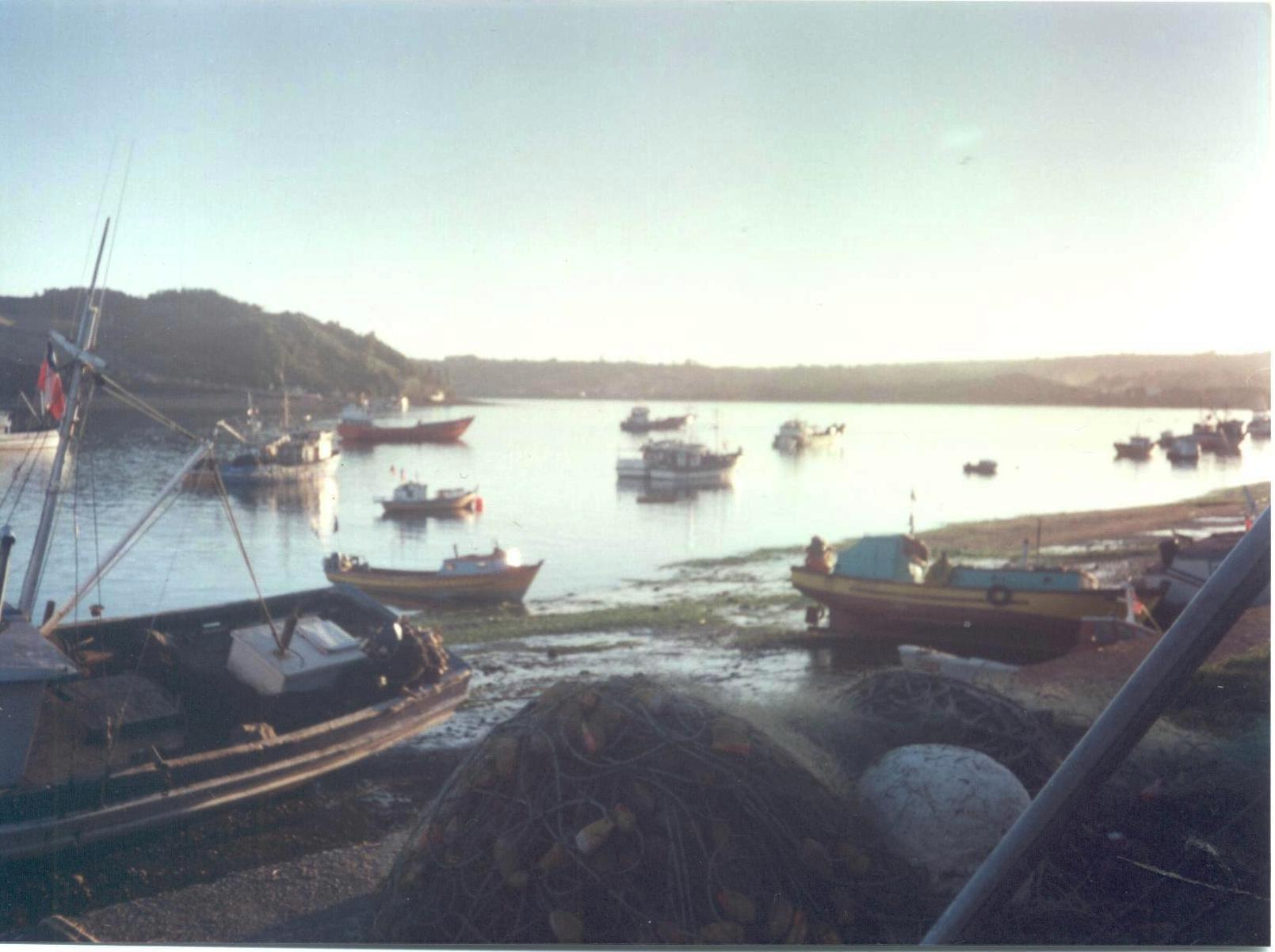
Canal Dalcahue

Los canales chilotes  son un conjunto de canales, ubicados en la región sur de Chile, que abarcan aproximadamente cuatro grados de latitud, desde el seno de Reloncaví hasta la península de Taitao.
Las mareas de hasta ocho metros de amplitud, que suceden en algunos lugares, hacen que sus aguas suban y bajen muy rápidamente, movimientos que originan fuertes corrientes de flujo y reflujo en la mayoría de los canales. Lo anterior redunda en que su navegación sea de mayor cuidado que la navegación de los canales patagónicos y fueguinos. El peligro de encallar es frecuente. Son relativamente bajos y sus riberas son suaves y sembradas de bajos fondos blandos, de arena o fango con mezcla de guijarros.
Administrativamente dependen de la Región de Los Lagos, provincias de Chiloé, Llanquihue y Palena y de la región de Aysén, provincia de Aysén.
La zona de Chiloé e islas aledañas, el canal de Chacao y el seno de Reloncaví eran habitadas por el pueblo seminómade llamado cunco y desde el sur del seno de Reloncaví hasta la península de Taitao por bandas de cazadores recolectores llamados chonos. Hacia fines del siglo XVIII, el pueblo de los chonos había ya desaparecido, mezclándose definitivamente con la población chilota.

## Recorrido

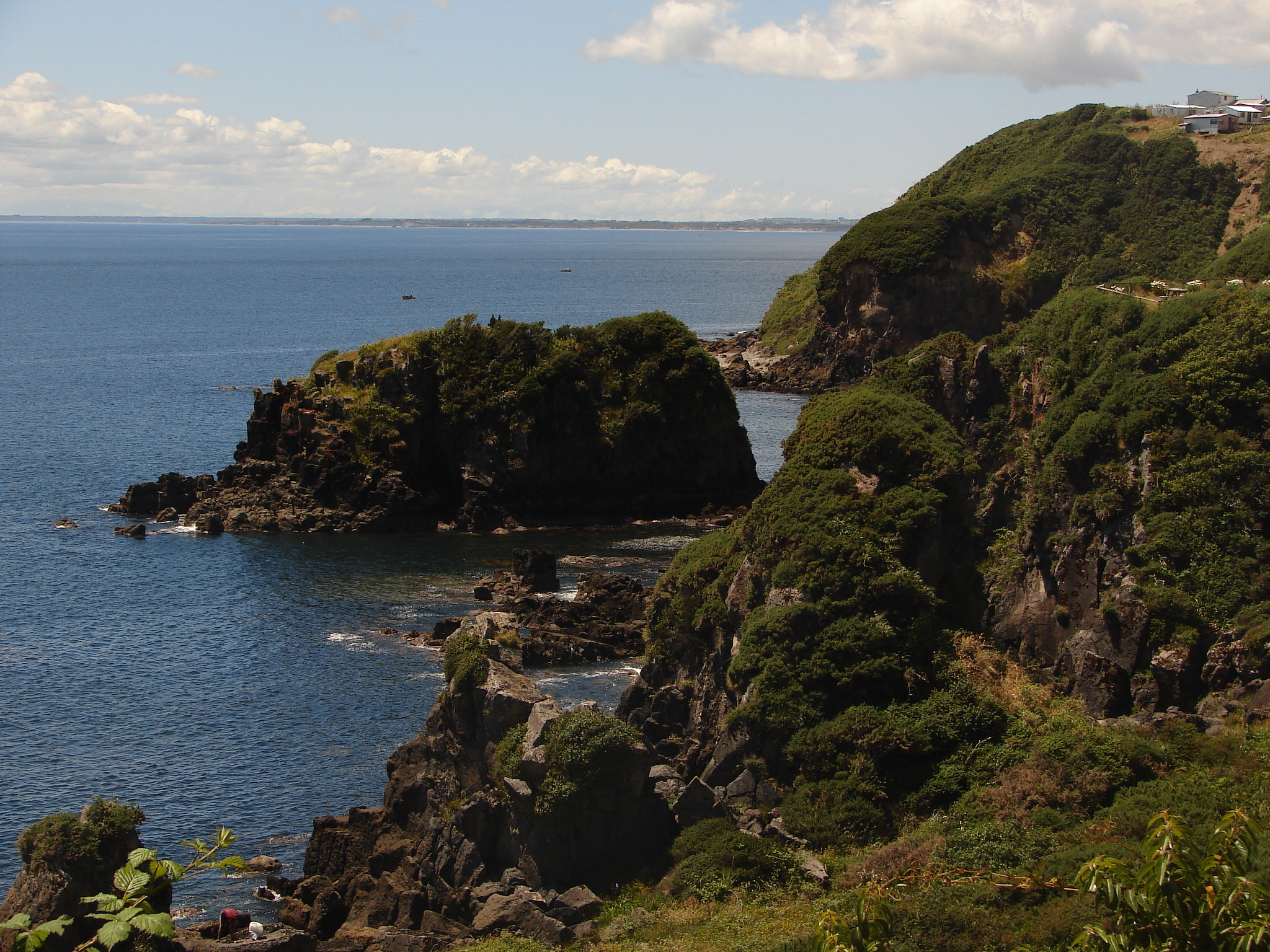
Ancud - Isla Grande de Chiloé.

Los canales chilotes se forman entre las costas e islas que comienzan en el seno de Reloncaví y terminan en la península de Taitao. Entre estos hay dos importantes por su tráfico marítimo: el de Chacao y el Moraleda. El resto son canales secundarios.
Aunque totalmente distintos de los canales patagónicos, también son de una belleza difícil de describir. A diferencia de la soledad de los patagónicos, estos tienen el atractivo de la permanente actividad que presentan por el tráfico de embarcaciones que se desplazan en todas direcciones, uniendo las innumerables localidades que hay en la zona. Lo anterior es especialmente notable en los canales que se forman alrededor de la isla Grande de Chiloé.

### Canales principales y secundarios

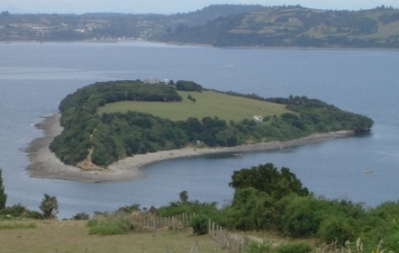
Isla Linlinao.

Las costas de la región de Llanquihue y Chiloé son en general muy tendidas lo que sumado a las grandes amplitudes de las mareas hace que en las bajamares se produzcan grandes desplayes. Estos desplayes dificultan la navegación por el peligro de cometer errores en las situaciones de las naves, pero por otra parte se prestan favorablemente para la carena de buques y embarcaciones y hasta para las construcciones de naves.
Por su tráfico, hay dos canales principales: el canal de Chacao que separa la provincia de Llanquihue de la costa norte de la isla Grande de Chiloé y el canal Moraleda que corre de norte a sur por el oriente del archipiélago de las Guaitecas y archipiélago de los Chonos. El resto se consideran canales secundarios.
Entre los canales secundarios se pueden mencionar los numerosos pasos y canales que separan la isla Grande de Chiloé de las islas adyacentes a su costa oriental: Caucahué, Quicaví, Chauques, Dalcahue, Quinchao, Apiao, Lemuy, De Yal, Queilén, Chiguao, Yelcho, Laitec, San Pedro y Huamblad.
Los canales transversales de las islas Guaitecas y Chonos que comunican el canal Moraleda con el océano Pacífico son: Tuamapu, King, Ninualac, Darwin, Pulluche y Chacabuco.
En la costa oriental del golfo de Ancud existen los siguientes canales secundarios: Llanchid, Hornopirén, Cholgo, Marilmó, Comau y el canal Desertores que separa el golfo de Ancud del golfo Corcovado. Luego continúan hacia el sur los canales Chaulinec y Apiao.En la costa oriental del golfo Corcovado se encuentra el canal Refugio.
Entre la costa oriental del canal Moraleda y la costa continental se encuentran los siguientes canales: Jacaf, Frodden, Oelckers, Puyuguapi, Ferronave y Pilcomayo.
En la costa continental, en el tramo que comienza en el canal Pilcomayo y termina en el istmo de Ofqui se encuentran los canales Rodríguez y Costa.

## Historia
La región se cree que estuvo habitada desde hace unos 6000 años por indígenas que llegaron por vía terrestre desde el centro de Chile y que mediante embarcaciones pasaron a la isla Grande de Chiloé. Hay otros que postulan que el arribo se produjo desde el sur a través del istmo de Ofqui.
Los vestigios humanos más antiguos están fechados en 5000-6000 años y se encontraron bajo una vivienda en Puente Quilo en la comuna de Ancud. Estos primeros indígenas, que poblaron hasta el Golfo de Penas, son conocidos como chonos, pueblo extinguido por el hombre blanco a fines del siglo XVIII.

## Geología y orografía
El seno de Reloncaví y los golfos de Ancud y Corcovado son antiguas cuencas de grandes lagos, que en el pasado, ocuparon la parte sur del valle central de Chile, y que se hundieron por efecto de sucesivos trastornos geológicos que permitieron que las aguas del océano invadieran dichas cuencas.
El resto hacia el sur es efecto del hundimiento del territorio provocado por el encuentro, frente a la península de Taitao, de tres placas tectónicas: la de Nazca y la Antártica, que se mueven hacia el este, y la Sudamericana, que se desplaza hacia el oeste. Esto produjo un notorio hundimiento del borde de la placa Sudamericana. Los suelos bajaron su nivel, fragmentándose y en los que penetró el mar en las partes hundidas surgiendo gran cantidad de islas
La costa continental de Llanquihue y Aysén es totalmente diferente de las tierras de las islas del archipiélago de Chiloé. Las primeras son muy altas y dentelladas, tales como el volcán Tronador de 3170 metros de alto, el volcán Calbuco de 2015 metros y el monte San Valentín de 4058 metros entre varios otros volcanes y cerros. Por su parte, las tierras de la isla Grande de Chiloé son moderadas alcanzando en el cabo Metalqui poco más de 800 metros de alto. Las islas que se desprenden de la isla Grande de Chiloé son también de alto muy moderado excepto la isla San Pedro de 976 metros.
La costa continental que rodea los golfos de Reloncaví, Ancud y Corcovado está cubierta casi por completo por una vegetación tupida que solo se puede penetrar con mucho esfuerzo, no así en la de los golfos citados en que la vegetación es menos espesa.
Las islas situadas al oeste del canal Moraleda son en general más bajas que la costa continental vecina. El cerro más alto de estas islas es el cerro Cuptana o Nevado de 1680 metros de alto.

## Clima y vientos
El clima de la región es menos agradable, benigno y estable que los de la parte norte y central del país pero, aunque la temperatura media disminuye hacia el sur, no presenta cambios bruscos y su amplitud anual es pequeña.
Las estaciones no son muy marcadas y pueden reducirse a dos: verano e invierno. Los vientos son muy variables, los temporales ocurren sobre todo durante el invierno. En las costas de la región, las nieblas son en general frecuentes; pueden producirse en cualquier día del año, pero con más frecuencia en otoño e invierno.
La zona recibe en general más de 2000 milímetros de agua caída durante el año. Las nevadas son escasas.

## Flora

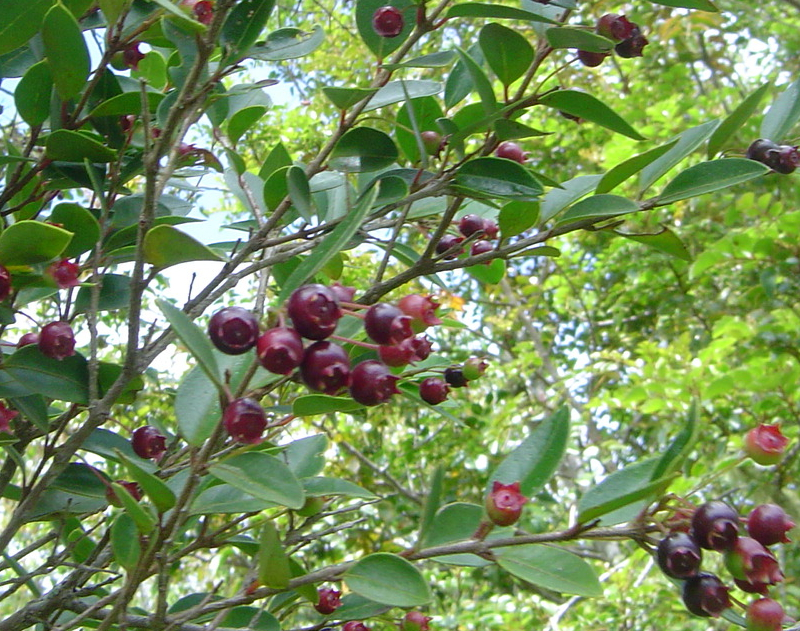
Rama de luma

Entre los árboles más importantes pueden citarse el roble, el ulmo, el laurel, el ciruelillo y el avellano; estos dos últimos apropiados para la construcción de muebles finos. El alerce, apto para la construcción de edificios y muy apreciado por su propiedad de resistencia a la humedad. El mañío, el tepú, el tique, el pelú y la luma, esta última notable por su dureza.
En las zonas habitadas hay especies frutales introducidos desde Europa, tales como: el manzano, el cerezo, el peral, el ciruelo y el grosellero que se ha extendido en forma notable.
En cuanto a cereales y hortalizas introducidas, se cultiva algo de trigo, centeno, nabo, zanahoria y beterraga. Por último, está la papa, nativa de estos canales y cuyo cultivo está muy extendido por constituir la base de la alimentación del pueblo chilote.

## Fauna
La fauna silvestre tiene pocos representantes entre los mamíferos: el pudú, el zorro y diversos roedores semjantes a ratones. Entre los animales domésticos destacan los corderos, cabras y los cerdos. Las aves de corral son variadas: pavo, ganso y pato.
Los peces y mariscos son abundantes. Entre los primeros citaremos: la corvina, el róbalo, el pejerrey, el congrio, la sierra y el lenguado.
La introducción del salmón, gracias a las excelentes condiciones que proporciona la zona y a la gran calidad del producto obtenido, ha convertido a Chile en uno de los principales productores de salmones a nivel mundial. Las primeras ovas de salmón llegaron en 1921, pero la producción adquirió características industriales desde 1985 con un crecimiento constante lo que ha ubicado a Chile, a comienzos del siglo XXI, como uno de los dos principales productores de salmón a nivel mundial, junto a Noruega.
El marisco es muy variado y de calidad sobresaliente: la ostra, los choros, cholgas, locos, picorocos, erizos, tacas, lapas, piures, navajuelas, quilmahues y caracoles.

## Expediciones y trabajos hidrográficos
Las expediciones de reconocimiento, exploración y los trabajos hidrográficos han sido de un valor inestimable para la región y sus vías marítimas. Gracias a ellos, el temor inicial de navegarlas terminó en los primeros años de la República trayendo la colonización y el progreso. Recordaremos brevemente a estos navegantes y exploradores:

### Época republicana
- Expedición de buques del Reino Unido a las costas australes de América del Sur bajo el mando del comandante Phillip Parker King (1828). A mediados de abril de 1828 esta expedición exploró la zona en torno a la península de Taitao.
- Expedición del HMS Beagle a las costas de América del Sur y circunnavegación del globo bajo el mando del comandante Robert Fitz Roy (1834). En 1834 esta expedición exploró la zona del estrecho de Magallanes.
- Expedición del capitán de fragata Juan Williams o Guillermos (1843). La Armada comisionó al comandante Juan Williams para que al mando de la goleta “Ancud” efectuara una reconocimiuento de la isla de Chiloé, grupos adyacentes y archipiélago de los Chonos. Williams recorrió todos los puntos indicados llevando como práctico al señor Carlos Miller, patrón de lancha que se dedicaba a la caza de lobos marinos.
- Expedición del capitán de corbeta Francisco Hudson (1857) La Armada comisionó al capitán de corbeta Francisco Hudson para que efectuara la primera campaña hidrográfica en los canales chilotes. Al mando del bergantín “Janequeo” comenzó por el canal de Chacao, luego continuó con las penínsulas de Taitao y Tres Montes para terminar con el reconocimiento de los canales del archipiélago de los Chonos y los planos, entre otros, de Dalcahue y Quinchao.
- Expedición del capitán de corbeta Francisco Vidal Gormaz (1870-73). Como comandante de la corbeta “Covadonga”, en 1870, levantó el canal de Chacao, la bahía de Ancud y otros puertos. En 1872 levantó el plano del lago Llanquihue y en 1873 completó el plano del archipiélago de Calbuco. En 1882 escribió el libro Geografía Náutica en el que da informaciones y directivas para la navegación y exploración de los archipiélagos y canales de la zona.
- Expediciones del comandante Enrique Simpson (1870–74). El comandante Enrique Simpson efectuó entre los años 1870 y 1874 cuatro campañas hidrográficas en la zona de los canales chilotes. Según sus instrucciones debería concentrarse especialmente en el seno y río Aysén y la posibilidad de establecer colonias en la región. El comandante Simpson efectuó una brillante labor de hidrografía dando a conocer los valles de los caudalosos ríos de la región, algunos de los cuales fueron explotados y cultivados años más tarde.
- Expedición del comandante italiano Palumbo (1883). El comandante Palumbo al mando de la corbeta italiana “Vettor Pisani” efectuó el levantamiento de puerto Lagunas y caleta Sepulcro.
- Exploraciones del comandante Ramón Serrano Montaner (1884–85). El comandante Ramón Serrano al mando del escampavía “Toro” exploró el río Palena informando de su importancia y utilidad.
- Exploraciones de Hans Steffen (1892-1902). El doctor Juan Steffens realizó 7 exploraciones en la región. Identificó casi todos los ríos patagónicos que desembocan al Pacífico. Fue sin duda, el explorador más tenaz de la Patagonia continental chilena.
- Expedición del capitán de fragata Froilán González (1893-1894). El capitán de fragata Froilán González en casi dos años de trabajo al mando de la cañonera “Covadonga”completó 17 cartas y planos de la costa oriental de la isla Grande de Chiloé.
- Campaña del capitán de fragata Roberto Maldonado (1895–1896). En esta campaña el comandante Roberto Maldonado levantó la bahía de Ancud y reconoció por tierra la costa occidental de la isla de Chiloé. Encontró en caleta Pulmillahue varios lavaderos de oro desde donde se extraía, a veces, hasta 200 gramos por día.
- Expedición del capitán de fragata Arturo Wilson Navarrete (1896). El comandante Arturo Wilson con la cañonera “Magallanes” efectuó el levantamiento del estero Reñihue.
- Expedición del capitán de fragata Francisco Nef Jara (1896). El comandante Francisco Nef con la cañonera “Pilcomayo” efectuó el levantamiento de la costa oriental de Chiloé y continental de Llanquihue.
- Expedición del capitán de fragata Miguel Aguirre (1899). El comandante Miguel Aguirre efectuó el reconocimiento de la isla Guamblín levantando el plano de sus costas. Estudió las condiciones meteorológicas de la isla y su formación geológica.[10]

### sigloXX
Durante el siglo veinte los oficiales de la Armada que se citan efectuaron trabajos hidrogáficos en los años que se indican:
- 1901-05, el capitán de fragata Guillermo García Huidrobo con la cañonera “Pilcomayo”. Exploró y atravesó el istmo de Ofqui, levantó el plano de isla Guafo y el levantamiento de las islas Guaitecas y de puerto Low entre varios otros trabajos hidrográficos.
- 1903-05, el capitán de fragata Baldomero Pacheco con la cañonera “Magallanes”. Efectuó el levantamiento del puerto Pilolcura y de la bahía San Quintín. Efectuó un reconocimiento del río San Tadeo.
- 1908 el Ingeniero Emilio de Vidts a bordo del escampavía “Pisagua” bajo el mando del comandante Almanzor Hernández y la draga Rhin al mando del capitán Bracey Wilson efectuó el levantamiento y estudio geológico del istmo de Ofqui y bahía San Quintín.
- 1910, el capitán de fragata Ismael Huerta con el escampavía “Toro” efectuó el levantamiento del canal Tenglo, de los puertos Queilén, Quellón e Italiano y de la bahía Tictoc.
- 1917, el capitán de fragata José Toribio Merino con la corbeta “Baquedano” en el golfo de Tres Montes efectuó el levantamiento de los senos Hoppner y Holloway y el plano de los puertos Barroso (ex- Otway) y Slight.
- 1921, el capitán de Navío Ismael Huerta con el crucero “Zenteno” efectuó el levantamiento de las bahías de Ancud, Cochamó y Ralún y de los puertos Doca, Castro y Chonchi.
- 1923-24, el comandante Enrique Costa Pellé con el crucero “Blanco Encalada” efectuó la rectificación de la línea de la costa y sondaje del canal Utarupa, de la isla Inchemó y las bahías Anna pink y boca Wickham.
- 1924, el teniente Alfredo Prorromant con la escampavía “Yelcho” efectuó la rectificación de la línea de la costa y sondaje de los canales Pérez y Baeza.
- 1929, el capitán de corbeta Carlos Cortés efectuó la rectificación de la costa norte del canal de Chacao y situó la isla Campana Chica.
- 1931, el comandante Gastón Kulczewski efectuó la rectificación de la costa y sondaje de los canales Costa y Elefantes.
- 1934, el comandante Arturo Young con la corbeta “Baquedano” efectuó el levantamiento del estero y puerto Cuptana y el sondaje de puerto Cisnes y caleta Iris.
- 1935, el teniente A. Fermandois con la escampavía “Galvarino” efectuó el levantamiento de puerto Puyuguapi.
- 1936, el teniente 1° Fernando Germain efectuó el levantamiento de caleta Andrade en la isla Llancahué y la rectificación de la costa de la entrada a la bahía Anna Pink y del canal Pilcomayo.
- 1936-39, el comandante Gabriel Rojas con la escampavía “Sobenes” rectificación de la línea de la costa de los canales Pérez, Baeza, Errázuriz y Chacabuco y exploró el canal Temuán.
- 1942, el capitán de corbeta Harold Foxley con la escampavía “Galvarino” efectuó el levantamiento de la línea de la costa del canal Ferronave y de los pasos Pomar y Las Huichas.
- 1948, el capitán de corbeta José Costa F. con el buque hidrográfico “Vidal Gormáz” efectuó la rectificación de la línea de la costa y sondaje del canal Ferronave y el reconocimiento del estero Francisco, bahía Erasmo y puerto Grosse.
- 1949, el capitán de corbeta Guillermo Barros G. con la barcaza “Goicolea” efectuó la rectificación de la línea de costa del canal Pérez Sur.
- 1949, el capitán de fragata Alberto Andrade T. con la barcaza “Téllez” efectuó el levantamiento del río y puerto Aysén y propuso el balizamiento del sector.
- 1949, el capitán de corbeta Boris Kopaitic con la corbeta “Casma” el levantamiento del río Aysén.
- 1951, el capitán de alta mar Ernesto Ruiz con el vapor “Millabú” efectuó el levantamiento y sondaje del seno Clemente localizado en la isla Clemente.
- 1951, el capitán de corbeta Juan Bascopé con la corbeta “Casma” efectuó el levantamiento de la línea de la costa del cabo Almán y de las caletas Mena y Sorpresa.
- 1952-53, las corbetas Casma y Chipana puestas a disposición del Instituto Geográfico Militar cooperaron en la Triangulación Geodésica de Primer Orden en la zona sur de Puerto Montt.
- 1954, el capitán de corbeta Arturo Ricke S. participa con el Instituto Geográfico Militar en la Triangulación Geodésica en el canal Moraleda.
- 1958, el capitán de navío Ramón Barros G. con el BMS “Araucano”, la corbeta Casma y los patrulleros Lautaro y Leucotón efectúan el levantamiento del canal Moraleda y de todos los canales laterales del archipiélago de los Chonos.
- 1959-1960-1961-1962, se efectuaron sondajes desde el seno Aysén hasta el canal Tenglo por los canales interiores y el track recomendado desde Puerto Montt a Corral.
- 1963-1964, el capitán de corbeta Guillermo Aldoney H. con el patrullero Leucotón efectuó el levantamiento de la zona de puerto Aguirre.
- 1965 a 1968, se efectuaron sondajes y rectificaciones de la línea de la costa en diversas bahías y caletas.
- 1969 a 1979, se efectuaron sondajes y rebuscas en los canales, bahías y caletas de la zona.[11]